# Belgian GAAP
Belgian GAAP staat voor Belgian Generally Accepted Accounting Principles, ofwel Belgische algemeen aanvaarde boekhoudregels. Sinds 1 januari 2005 is er voor beursgenoteerde vennootschappen een transitie naar de International Financial Reporting Standards.